# Karl Schiffner
Karl Schiffner (* 29. Mai 1960 in Aigen im Mühlkreis, OÖ) ist ein österreichischer Biersommelier.
Schiffner führt seit 1987 mit seiner Frau Gisela ein Biergasthaus in Aigen-Schlägl, das 2017 von Gault Millau für sein Biersortiment ausgezeichnet wurde.
An den Tourismusschulen Salzkammergut erlangte er den Abschluss als Hotel- und Touristikkaufmann. Die Ausbildung zum Diplom-Sommelier machte er 1998 beim WIFI in Linz. 2004 besuchte er einen Lehrgang zum Diplom-Biersommelier und ist so ein Biersommelier der ersten Stunde. Bei der ersten Weltmeisterschaft der Biersommeliers im April 2009 in Sonthofen hat er sich gegen 47 Konkurrenten aus aller Welt als Sieger durchgesetzt. Sein Sohn Felix wurde acht Jahre später bei der fünften Biersommelier-Weltmeisterschaft Vizeweltmeister.
Gemeinsam mit der Doemens Brau-Akademie entwickelte Karl Schiffner einen Bierfächer. Dabei handelt es sich um einen speziellen Farbfächer zur Beurteilung von Biersorten. Er ist auch Dozent für Doemens.

## Publizistische Tätigkeit
- regelmäßiger Autor der Zeitschrift Brauwelt
- Bier kombiniert (gemeinsam mit Sepp Wejwar), Av Buch, 2010. ISBN 978-3-7040-2403-9